# Pakubuwono XI
Pakubuwono XI, noto anche come Pakubuwana XI (Surakarta, 1º febbraio 1886 – Surakarta, 1º giugno 1945), è stato un sovrano indonesiano.
Fu sunan di Surakarta dal 1939 fino alla sua morte.

## Biografia

### I primi anni
Nato Raden Mas Antasena, era il figlio primogenito di Pakubuwono X e della sua concubina. Salì al trono il 26 aprile 1939, dopo la morte di suo padre.
A differenza dei suoi fratelli, Pakubuwono ancora da principe ereditario era giudicato una personalità forte e indipendente, interessato alle questioni finanziarie ed all'amministrazione di palazzo, anche se il padre tendeva a preferirgli altri figli. Su di sé aveva accentrato il sostegno della maggioranza dell'élite anti-olandese a corte al punto che il padre, nel 1898, aveva pensato di nominare al suo posto come principe ereditario il fratello minore Kusumayuda, per quanto questi fosse nato da un'altra concubina ed avesse 40 giorni in meno di Pakubuwono.
Il principe Pakubuwono ad ogni modo mantenne la propria posizione e gli vennero assegnati importanti incarichi tra cui quello di vicepresidente del consiglio reale e quello di inviato speciale per conto di Pakubuwono X al 40º anniversario dell'ascesa al trono della regina Guglielmina dei Paesi Bassi.
Quando alla fine di novembre del 1938 suo padre Pakubuwana X si ammalò gravemente e morì poi nel febbraio del 1939, su consiglio del governo dell'Aia, il governatore generale A.W.L. Tjarda van Starkenborgh Stachouwer lo prescelse quale legittimo successore del padre, nel tentativo di sfruttare la sua popolarità per placare gli animi dei nazionalisti locali, pur riducendone significativamente il potere.
Il governo Pakubuwono XI si svolse in tempi difficili, coincidendo con il periodo della seconda guerra mondiale. Dal 1942, ad ogni modo, l'Indonesia dovette fronteggiare l'occupazione giapponese che si sostituirono temporaneamente agli olandesi. In questo periodo travagliato, i giapponesi sfruttarono gran parte del tesoro nazionale oltre a mettere fortemente in disparte la nobiltà locale. Pakubuwono XI si ammalò però gravemente e morì il 1º giugno 1945, venendo succeduto dal figlio Pakubuwono XII.